# Islamei
Islamei (russisch Исламе́й; kabardinisch Ислъамей) ist ein Dorf (selo) in der Republik Kabardino-Balkarien in Russland mit 11.261 Einwohnern (Stand 14. Oktober 2010).

## Geographie

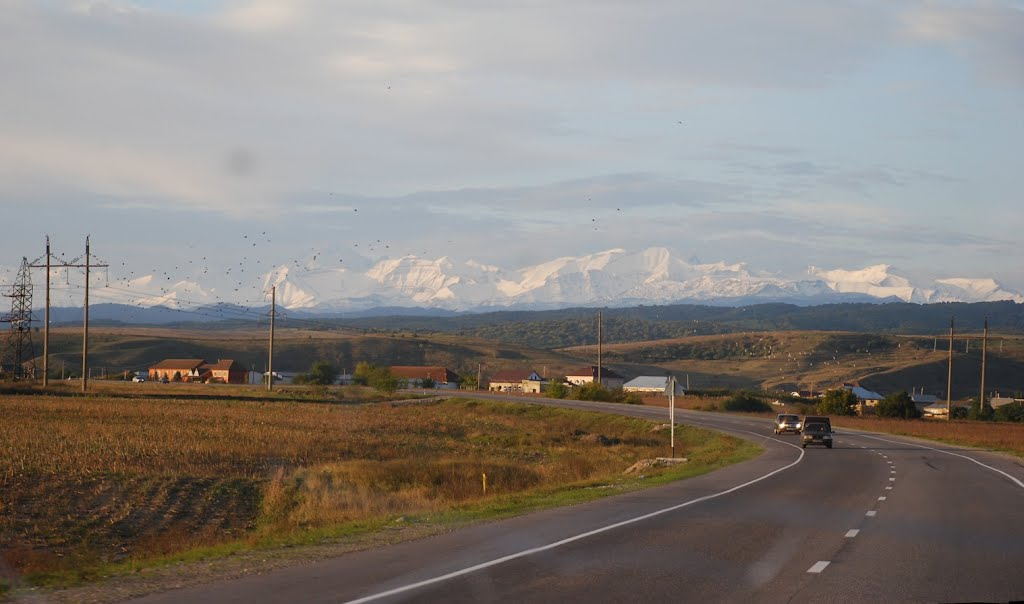
Fernstraße A158 bei Islamei

Der Ort liegt am Nordrand des Großen Kaukasus gut 20 km Luftlinie nordnordwestlich der Republikhauptstadt Naltschik, am linken Ufer des Baksan.
Islamei gehört zum Rajon Baksanski und befindet sich etwa 6 km westlich von dessen Verwaltungszentrum Baksan. Das Dorf ist Sitz und einzige Ortschaft der Landgemeinde (selskoje posselenije) Islamei.

## Geschichte
Das Dorf wurde erstmals 1640 unter dem heutigen kabardinischen Namen, in der russischen Form Islamowo genannt, abgeleitet von Vornamen des Sohnes eines kabardinischen Fürsten, Islam Ataschukow. Ab 1732 trug es nach dessen Sohn Naurus den Namen Naurusowo (kabardinisch Naurysei), später auch die Namen von weiteren Angehörigen der Fürstenfamilie, Kartula (1773–1787) und Bekmursa (nach 1840). Während des Kaukasuskrieges von 1817 bis 1864 wurde das Dorf von 1825 bis in die 1840er-Jahre von der kabardininen (tscherkessischen) Bevölkerung größtenteils verlassen.
In den 1850er-Jahren entstanden in der Umgebung mehrere neue Aule, die 1867 wieder offiziell unter dem Namen Naurusowo in der russizierten Form zusammengeschlossen wurden. Nach der Oktoberrevolution wurde dieser 1920, wie bei vielen anderen kabardinischen Orten, als Ableitung vom Namen einer Adelsfamilie abgeschafft und der neue Name Kysburun 2-j (Kysburun Wtoroi, „Zweites Kysburun“) vergeben, in der ungefähren Bedeutung „Mädchenfelsen“, allerdings im Karatschai-Balkarischen, nach einer lokalen Legende; das südwestlich anschließende Ataschukino wurde Kysburun 1-j und das östlich gelegene Dygulybgei Kysburun 3-j, entsprechend „Erstes“ und „Drittes Kysburun“. Seit 1992 trägt das Dorf wieder seinen ursprünglichen Namen.

### Bevölkerungsentwicklung
| Jahr | Einwohner |
| ---- | --------- |
| 1939 | 5.327     |
| 1970 | 7.325     |
| 1979 | 9.156     |
| 2002 | 10.582    |
| 2010 | 11.261    |

Anmerkung: Volkszählungsdaten

## Verkehr
Südöstlich des Dorfes, am gegenüberliegenden Ufer des Baksan, verläuft die neue Trasse der föderalen Fernstraße A158, die von Prochladny kommend zwischen der Stadt Baksan, Dygulybgei und Islamei die R217 Kawkas (dort als Ortsumgehung von Baksan) kreuzt und weiter den Fluss Baksan aufwärts über Tyrnyaus nach Terskol unterhalb des Elbrus führt. Die alte Trasse der A158 führt durch Islamei.
Die nächstgelegene Bahnstation befindet sich in Naltschik.

## Persönlichkeiten
- Amur Kalmykow (* 1994), Fußballspieler